# Стабровский, Иосиф Иосифович
Стабровский Иосиф Иосифович (21.10.1870, хутор Орловичи Слонимский уезд — 15.01.1968, Слоним) — полковник русской армии, член-корреспондент Виленского отделения Московского археологического общества, создатель краеведческого музея в г. Слоним. Двоюродный брат художника Казимира Стабровского.

## Биография
Родители —Иосиф Викентьевич Стабровский, капитан 6 Муромского полка и участник обороны Севастополя, и Людвика Адольфовна Мосальская.
10.11.1870 был крещён ксендзом Викентием Гриневичем в Слонимском римско-католическом приходском костеле.
10.01.1875 постановлением Гродненского дворянского депутатского собрания «сопричисленъ к ряду Стабровскихъ».
По семейной традиции избрал карьеру военного. Начальное образование получил в Полоцком кадетском корпусе (1889). Затем поступил в 3-е военное Александровское училище (окончил по 1-му разряду).
Выпущен поручиком в 81-й пехотный Апшеронский полк, где получил должность помощника заведующего полевой команды. По распоряжению шефа полка, великого князя Георгия Михайловича, сделал ряд снимков памятных мест, где полк вел бои с Шамилем, братских могил и памятников, полковых регалий Апшеронского полка.
24.12.1893 по собственной инициативе Стабровский был прикомандирован к 21-й артиллерийской бригаде «для испытания по службе и перевода впоследствии в Артиллерию».
Во время больших манёвров 1893 г. на территории Дагестана и Чечни (свыше 1000 км). По поручению Штаба Кавказского военного округа проводил проверку и дополнение пятиверстной карты Северного Кавказа.
15.10.1895 Стабровского переводят в 38-й летучий артиллерийский парк, которым он фактически руководил на протяжении 1896—1897 гг.
06.09.1899, по решению руководства, Стабровского переводят в 38-ю артиллерийскую бригаду. На протяжении службы в бригаде он занимал различные должности: заведующий бригадным хозяйством, четыре года заведовал хлебопекарней, член распорядительного комитета офицерского собрания, председатель бригадного суда, член суда общества офицеров, член комиссии по распоряжению офицерским заемным капиталом, временно командовал 3-й и 5-й батареями 38-й артиллерийской бригады.
Иосиф Иосифович Стабровский организовал и руководил на протяжении десяти лет в Михайловском штабе (возле г. Пружаны) метеорологической станцией 2-го разряда, наблюдения которой отсылались в Петербургскую метеорологическую обсерваторию.
Во время военной службы Стабровский стал интересоваться историей и археологией. В 1899 году в журнале «Исторический Вестник» появилась его первая статья «К вопросу об ископаемых стеклянных шарах» (про семь римских монет, ранее не известных для нумизматов). Проводил раскопки, собрал коллекцию археологических находок.
На протяжении восьми лет (1912—1920) являлся членом Ярославского естественно-исторического общества.
На 15.05.1913 в том же чине в 3-й гренадерской артиллерийской бригаде.
Командующий 55-й парковой артиллерийской бригадой (с 31.07.1914).

## Первая мировая война
16-17.10.1914 — при переправе 1-го парка через реку Бзуру (в районе фольварка Здуны — Ржоньска), действуя решительно под огнем немцев, И. И. Стабровский предотвратил панику и восстановил порядок.
22.12.1914 — во время боя с немцами, выполнял специальные задания начальника 55-й дивизии, за что позднее был награждён орденом Святой Анны 2-й ст. с мечами.
18.05.1915 — в боях на реке Равка под Боржинёвом Иосиф Иосифович был отравлен удушливыми газами.
В ноябре 1915 г. он принимал участие в боях возле деревни Скробов возле Баранович.
В марте 1916 г. — принимал участие в Нарочской операции.
В декабре 1916 г. — полковник 3 арт. склада.
Командир 55-го паркового арт. дивизиона (на 20.12.1916).
16.10.1917 — вольный слушатель Стабровский окончил Московский археологический институт.

## Альбом Стабровского
Во время Первой Мировой войны он является свидетелем тяжёлой фронтовой жизни, как солдат, так мирных жителей. Эти ужасы войны он передал и сохранил для истории в фотоальбоме «Кровавым следом», где представлено 300 фотографий. Альбом И.Стабровского - это бесценный материал о той страшной войне, о которой долго молчали и которую теперь называют «Забытая война». Фотографии, собранные Стабровским, передают ужасы и страдания той войны, боль, жизнь и быт солдат, офицеров, беженцев. 

## Из дневника Стабровского
«5. Осматривая однажды совершенно случайно второй ряд боевых позиций между деревн. Любовша - Талуць, Вилейского уезда, я был крайне поражен тем, что параллельно указанной позиции впереди, в расстоянии прямого выстрела увидел протрассированные, вполне удачно применяя к местности, целый ряд стрелковых окопов фронтом направленных в нашу сторону. На поданный мною по сему поводу по команде рапорт - ответа не последовало, и только корпусный инженер предостерегал меня от "оспасного увлечения не своим делом". Незадолго после этого случившийся переворот предал все дело забвению.
6. Летом 1915 на р. Равке в Штабе 55 пех. дивизии на военном совете решено было предпринять вылазку с целью выбить немцев с участка, где нами был построен крайне неудачно мост. Кроме командиров частей и Штаба Дивизии решительно никого не было. Роли распределены, всем указаны места, часы сверены, запрещены под личной ответственностью начальников частей всякие переговоры по телефону, касающиеся предпринимаемой операции. Началом назначено 2 часа ночи. - С вечера всеми указанные места были заняты, все подготовлено к бою. В половине второго ночи через Штаб Корпуса получена телеграмма о немедленном приостановлении операции, так как в соседнем Кавказском Корпусе немцы напирают не без успеха.
Ровно в 2 часа ночи из окопов предполагаемого к атаке участка немецкой позиции послышался зычный голос: "Ну что-же, уже 2 часа, почему не атакуем, мы вас ждем". - Видимо известие об отмене операции в немецких окопах несколько запоздало.
Уместно отметить, что подобные описанному инциденты, как равно множество фактов явной измены были известны всем, кто этим хоть сколько-нибудь интересовался, но вместе с тем поразительно то, что об этом говорилось как бы вскользь, не придавая видимо серьезного значения, иногда в шутливом пересказе, точно о каком-то забавном происшествии. Высшие власти очевидно также знали, но или не придавали этому серьезного значения или попросту боялись "гусей дразнить". Никогда никаких расследований об измене не делалось, а она чувствовалась повсюду и крайне угнетала дух преданных делу военнослужащих».

## В эпоху революционных перемен
После Октябрьской революции Стабровский некоторое время находился в армии.
20.04.1918 — был уволен со службы согласно декрета Народного комиссариата по военным делам от 16.12.1917 г. и вернулся в Слоним.
Во время советско-польской войны, с марта 1920 г. сотрудничал с польской администрацией и исполнял обязанности председателя оценочной комиссии военных убытков по Слонимскому повету.
26.05.1920 началось контрнаступление Красной армии, во время которого был захвачен г. Слоним.
12.07.1920 Стабровский был призван в РККА. 20.09.1920 — прикомандирован к управлению инспектора Заволжского военного округа.
21.10.1920 — младший делопроизводитель отделения обучения артиллерии Упраформа штаба округа.
31.12.1920 — старший делопроизводитель Заволжского управления военно-учебных заведений.
В это же время Стабровский был слушателем Высших археологических курсов Общества археологии, истории и этнографии при Самарском государственном университете, которые успешно окончил.
11.04.1921 — отчислен в резерв административно-хозяйственного состава штаба округа.
18.04.1921 — заключен Рижский мирный договор и Стабровский возвращается в Слоним.
В своем имении Орловичи Стабровский занимается садом и пчелами. О гражданской позиции бывшего царского полковника свидетельствует документ 1937 г., согласно которому 65 гектаров сенокоса (половину поместья) он оформил «дарственную запись 65-ти гектаров мешорованного сенокоса (половина всего хутора) в пользу нуждающихся крестьян во время коммасации грунтов». Этот поступок Стабровского отмечен польским «Золотым Крестом за заслуги».
Умер в 1968 г. Похоронен Иосиф Стабровский со своей семьёй в бывшем родовом поместье Орловичи (неподалёку от деревень Новоорловичи и Азгиновичи Слонимского района).

## Музейное дело
В 1924 году — он создает этнографическое и археологическое общество.
Коллекция предметов, которую Стабровский собирал всю жизнь, содержала экспонаты, достойные лучших музеев: денежные клады, каменные инструменты, голову славянского идола, письма А. С. Пушкина к жене, автографы Державина и Карамзина, рукописи XVI—XVII вв. и др. Эти богатства стали основой для Слонимского музея, открытого И.Стабровским 20.09.1929 г.  — одного из первых в Западной Беларуси. Как вспоминал позднее в одном из отчетов сам Иосиф Иосифович, пришлось за десятилетие с 1929 по 1939 гг. 15 раз переходить с одного помещения в другое, ища приюта для своих экспонатов. 
В 1934 г. Стабровский принимал участие в съезде секций региональных музеев в Варшаву, который был организован Союзом музеев Польши.
В 1939 г., после присоединения Западной Беларуси к БССР, Стабровский бесплатно безвозмездно передал  городу все свои коллекции вместе (5 тысяч экспонатов). С этого времени его музей приобрел статус государственного. 
В 1940 г. валюнтористским решением Барановичского областного управления культпросвет заведений большая часть наиболее ценных предметов была передана художественному музею в Барановичи. В архиве музея сохранились, к сожалению, только две из четырёх страничек (Акта) "О передаче экспонатов" (1-я и 4-я). Судя по последней страничке, Барановичский музей получил больше 50 наименований ценных экспонатов, которые в годы войны бесследно исчезли. 
Во время Великой Отечественной войны Стабровский был директором музея, сохранил экспонаты от вывоза за рубеж. Это позволило уже в 1945 г. обновить экспозицию музея. После войны он носил название "Барановичский областной краеведческий музей".
В 1944 - 1945 гг. Иосиф Стабровский совместно с сотрудницей Слонимского музея Надеждой Гайдук написал небольшую историю города Слонима. По одному экземпляру было отправлено в  восемь основных республиканских газет, а более сотни экземпляров были переданы бойцам советской армии, которые в то время находились в Слонимском военном госпитале.
В 1948 г. он был отстранен «от работы в музее, как неотвечающего по своему идеологическому мировоззрению требованиям советского музея — как научного и культурно-просветительского учреждения». В настоящее время музей носит его имя.
В 2002 г. во время празднования 750-летнего юбилея города на здании музея была торжественно открыта мемориальная доска из гранита в честь Иосифа Иосифовича Стабровского, выполненная скульптором Леонидом Богданом.

## Чины
- Подпоручик (старшинство с 10.08.1890).
- Поручик (старшинство с 10.08.1894).
- Штабс-Капитан (производство 01.07.1898; старшинство с 19.07.1898).
- Капитан (старшинство с 19.07.1902).
- Подполковник (старшинство с 08.08.1910).
- Полковник (произведен 08.06.1916; старшинство с 05.10.1915; за отлично-усердную службу и труды, понесенные во время военных действий) с утверждением в должности командира той же бригады.

## Награды
- Серебряная медаль в память царствования императора Александра III (17.03.1896);
- Орден Святого Станислава 3-й ст. (15.05.1899);
- Орден Святой Анны 3-й ст. (1909);
- Орден Святого Станислава 2-й ст. (06.05.1912);
- Орден Святого Владимира 4-й ст. (ВП 23.04.1916; “за отлично усердную службу и труды, понесённые во время военных действий”);
- Орден Святой Анны 2-й ст. с мечами (ВП 03.05.1916);
- Мечи и бант к Ордену Святого Владимира 4-й ст. (08.11.1916);
- Орден Святого Владимира 3-й ст. (ВП 20.12.1916);
- Золотой Крест Заслуги (18.08.1937, Польша).